# Olhos de Água
Olhos de Água est un village portugais situé à 6 km de Albufeira en Algarve, et forme avec celle-ci la paroisse d'Albufeira et Olhos de Água. Sa population était de 3 961 habitants en 2011.

## Histoire
Son nom (littéralement « Yeux d'eau») provient des sources d'eau douce situées en bord de mer. Les Phéniciens, les Carthaginois et les Romains se sont installés à côté de ces sources d'eau douce. Ils ont pratiqué la pêche et le commerce du poisson dans toute la côte de l'Algarve.
Aujourd'hui, l'industrie du tourisme est devenue très importante avec l'implantation de nombreux hôtels et restaurants.

## Galerie

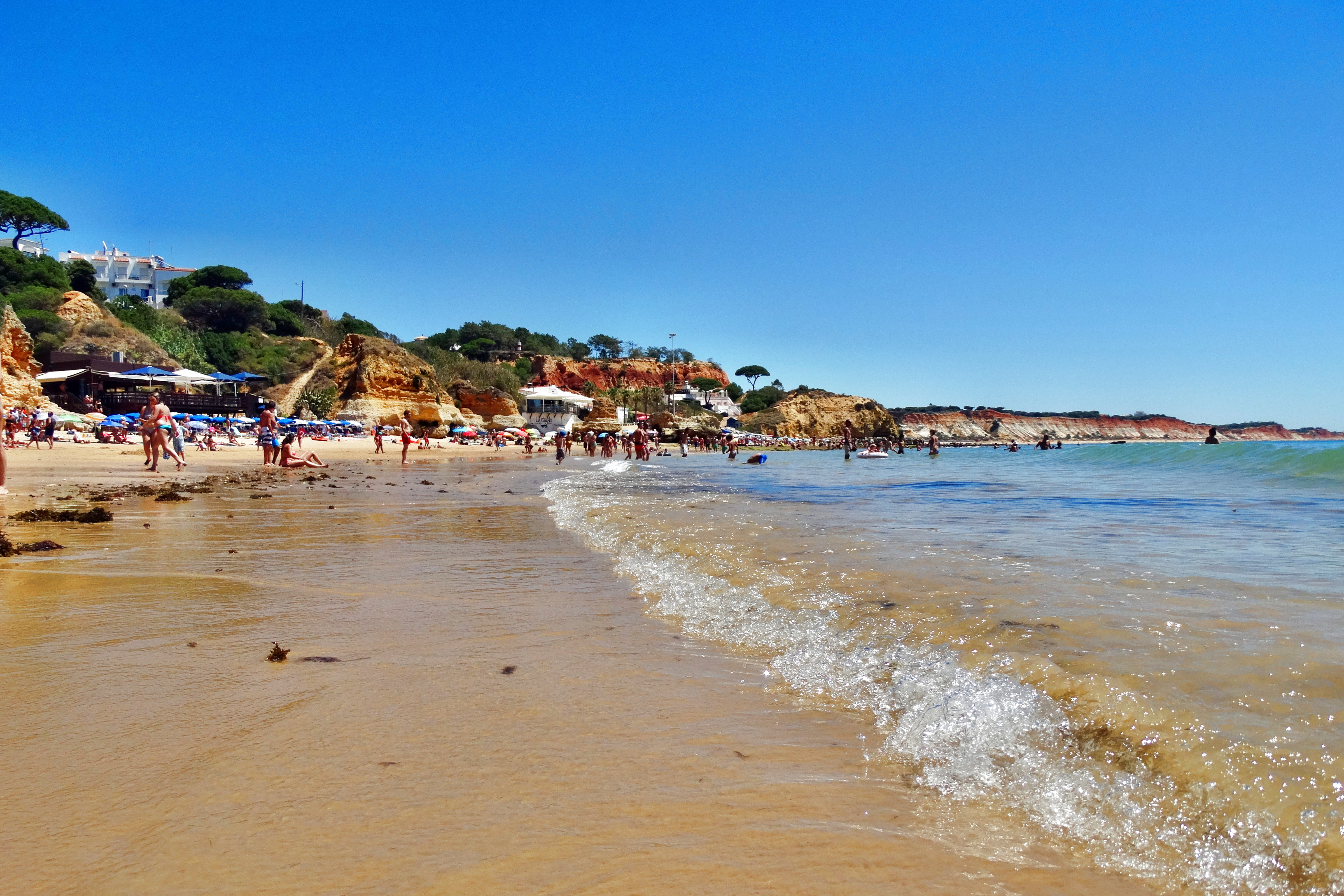
Plage de Olhos de Água
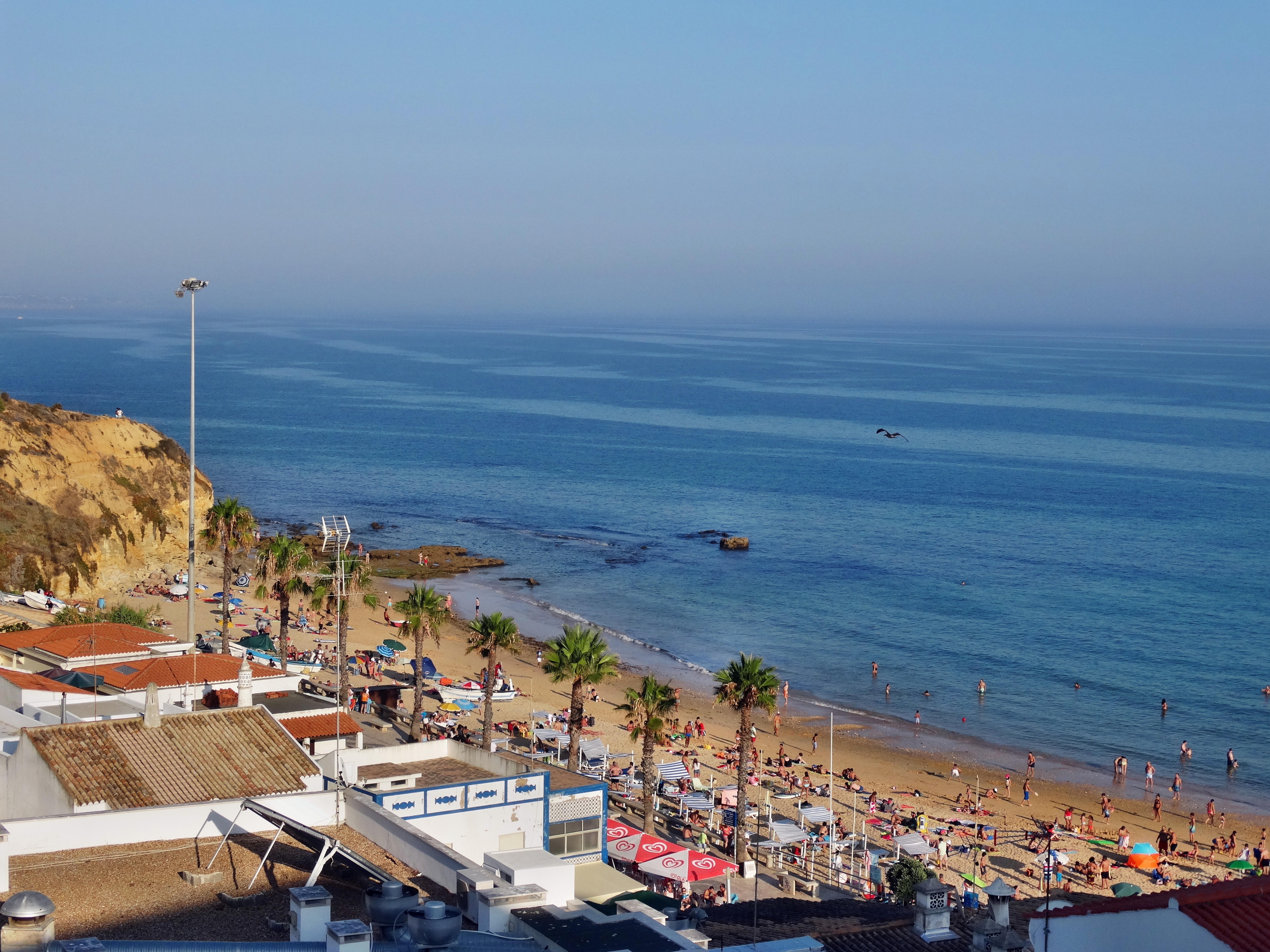
Vue en hauteur
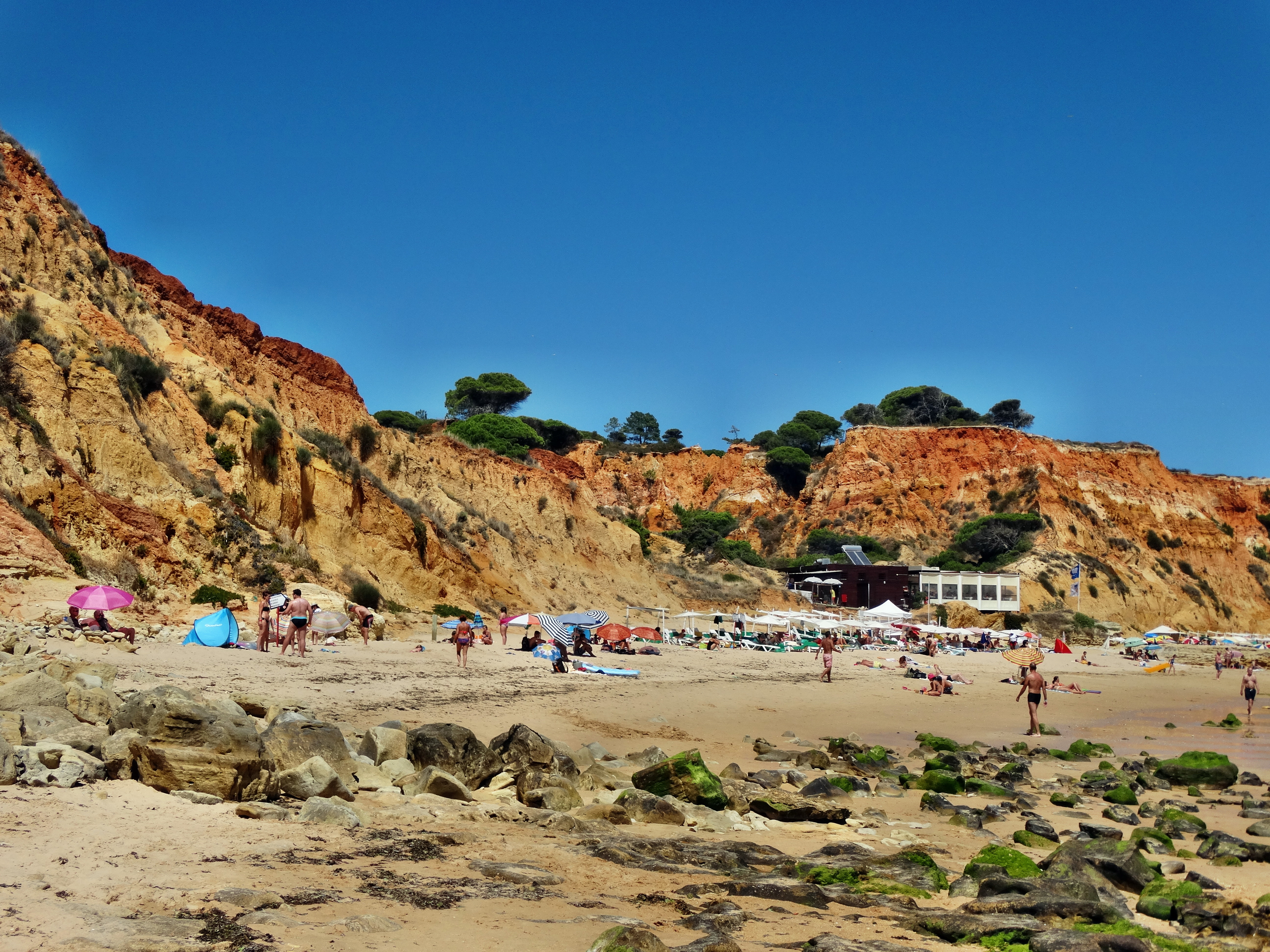
Plage